# Андершевский, Пётр
Пётр Андершевский (пол. Piotr Anderszewski; род. 4 апреля 1969, Варшава) — польско-французский пианист. Сын поляка и венгерской еврейки, вырос в Польше и отчасти во Франции (где работал его отец), с 1990 г. живёт, главным образом, в Париже.
Учился в Варшавской академии музыки, а также в Лионе, Страсбуре (у Элен Боши) и Университете Южной Калифорнии, занимался в мастер-классах Леона Флейшера и Мюррея Перайи. Тем не менее Андершевский признавался в интервью, что самое сильное впечатление на него произвела игра и харизма Святослава Рихтера.
В 1990 г. на Международном конкурсе пианистов в Лидсе Андершевский с блеском исполнил в третьем туре бетховенские Вариации на тему Диабелли, а затем внезапно прервал исполнение второго конкурсного произведения, вариаций Антона Веберна, неудовлетворённый своей игрой, и отказался от продолжения участия в конкурсе; высокая оценка специалистов, тем не менее, открыла ему дорогу к британским гастролям.
В дальнейшем Андершевский успешно записал ряд партит и сюит Иоганна Себастьяна Баха, произведения Моцарта, Бетховена, Шопена, Веберна. В 2000 г. он получил в Польше Премию имени Шимановского за исполнение фортепианных сочинений Шимановского. Он также на протяжении многих лет выступал в ансамбле со скрипачкой Викторией Мулловой: вместе они записали, в частности, все сонаты Иоганнеса Брамса, произведения Клода Дебюсси, Леоша Яначека, Сергея Прокофьева и др.
Брюно Монсенжон снял о пианисте три фильма: Пётр Андершевский играет Вариации на тему Диабелли (2001), Пётр Андершевский, беспокойный путник (2008) и Пётр Андершевский играет Шумана (2010).